# تفجيرات الدار البيضاء 2003
تفجيرات الدار البيضاء  كانت سلسلة من الهجمات المُتزامنة بالأحزمة الناسفة وقعت في 16 مايو 2003 في مدينة الدار البيضاء كبرى مدن المغرب والعاصمة الاقتصادية للبلاد.
تزامنت الهجمات بعد 4 أيام من هجمات مجمع الرياض السكني التي ٱستهدفت مُجمعًا يسكنه غربيون في الرياض، السعودية.
مُنفذوا هجمات الدار البيضاء أتوا من أحياء صفيحية بمقاطعة سيدي مومن التابعة لعمالة سيدي البرنوصي في الدار البيضاء، وقد أشارت أصابع الاتهام بضلوع جماعة تسمى ب «السلفية الجهادية» وراء الحادث، حيث اعتقل أكثر من 2000 مشتبه فيه. ولم تتبنى أي جهة تلك التفجيرات ولم تعلن إلى الآن الجهة الحقيقية المسؤولة عن الحادث.

## التفجيرات والضحايا
مُنفذوا التفجيرات أربعة عشر (14) شخصاً ومعظمهم بين سن (20) و (24) سنة، استهدفوا عدة أماكن في تلك الليلة، وفي أسوأ هجوم قتلوا حارسا في مطعم يملكه إسباني وهو مطعم إسبانيا "Casa de España" بالسكين، ثم ٱندفعوا داخل المبني وفجروا أنفسهم في الزبائن قاتلين (20) شخصا داخل المطعم.
الهدف التالي كان فُندق فرح وهو فندق 5 نجوم حيث وقع به ٱنفجار قُتل البواب وحامل الأمتعة.
تفجير أخر قُتل فيه 3 أشخاص في محاولة من المُنفذين لتفجير مقبرة يهودية، حيث قام من نفذ التفجير بفعلته بواسطة جهاز تحكم عن بعد، وٱستهدف مهاجمان آخران المركز الاجتماعي اليهودي في المدينة لكن لم يصب أحد لأن المركز كان مغلقا وقتئذ.
مُفجر أخر هاجم مطعماً إيطاليا وأخر فجر قرب القنصلية البلجيكية التي تبعد بضعة أمتار عن المطعم قاتلا رجلي شرطة مغربيين.
في جميع تلك الهجمات قتل منفذوا التفجيرات الإثني عشر (12) وأيضا توفي 31 مدنيا ورجلي شرطة معظمهم مغاربة من بينهم 8 أوروبيين (بينهم 3 أسبان)، في حين أُعتقل 2 من المهاجمين قبل أن يقوموا بهجماتهم، كما جُرح ما يزيد عن 100 شخص.

## هروبهم من القنيطرة
في أبريل 2008 هرب 9 متهمين بضلوعهم في هجمات الدار البيضاء التي أدت لمقتل 45 شخصا وجرحت أعداد كبيرة أخرى، فروا من سجن القنيطرة الذي يقضون فيه عقوبتهم وذلك بحفرهم نفقا الي خارج السجن بعد صلاة الفجر، أحدهم حكم عليه بالإعدام و 6 منهم حكم عليهم بالسجن المؤبد و 2 بعقوبة عشرين عاما..

## ردود الأفعال
الملك محمد السادس ملك المغرب زار مواقع التفجيرات، وفي مايو 2004 أُعتقل ما يربوا عن 2000 شخص مشتبه بهم لعلاقتهم بصورة أو بأخرى بالهجمات علي الدار البيضاء وبدأت محاكمتهم.
زعماء العالم أدانوا تفجيرات الدار البيضاء فيما رفعت وزارة الأمن الداخلي للولايات المتحدة مستوي الإنذار الأمني إلى اللون الأسود.
الجماعة السلفية الجهادية المُنبثقة من الجماعة الإسلامية المقاتلة في المغرب والتي يُعتقد أن لديها صلات بتنظيم القاعدة هي المشتبه به الرئيس، كما يُعتقد أن زعيما سابقا لتنظيم القاعدة في العراق وهو الأردني أبو مصعب الزرقاوي لعب دورا في الهجمات العنيفة.
و قامت الشرطة البلجيكية باعتقال مشتبه به لعلاقته بالهجمات كان مطلوبا من قبل الحكومة المغربية، وفي ديسمبر 2004 استجوب شخص يدعي حسن الحنكليس متهم في تفجيرات مدريد حيث يعتقد أنه لعب دورا في التخطيط لتفجيرات الدار البيضاء.
كما طالبت الحكومة المغربية من نظيرتها السويدية تسليمها المدعو أبو قسورة المغربي بصفته المشتبه به الأول في هذه التفجيرات.